# Reprezentacja Brytyjskich Wysp Dziewiczych w rugby 7 mężczyzn
Reprezentacja Brytyjskich Wysp Dziewiczych w rugby 7 mężczyzn – zespół rugby 7, biorący udział w imieniu Brytyjskich Wysp Dziewiczych w meczach i sportowych imprezach międzynarodowych, powoływany przez selekcjonera, w którym mogą występować wyłącznie zawodnicy posiadający obywatelstwo tego kraju, mieszkający w nim, bądź kwalifikujący się ze względu na pochodzenie rodziców lub dziadków. Za jego funkcjonowanie odpowiedzialny jest British Virgin Islands Rugby Union, członek Rugby Americas North i World Rugby.

## Turnieje

### Udział wRAN Sevens
| Rok       | Wynik | Źródło |
| --------- | ----- | ------ |
| 2004      | –     |        |
| 2005      | 7.    |        |
| 2006      | 12.   |        |
| 2007      | –     |        |
| 2008      | –     |        |
| 2009      | –     |        |
| 2010      | 9.    |        |
| 2011      | 11.   |        |
| 2012      | –     |        |
| 2013      | 12.   |        |
| 2014      | 8.    |        |
| 2015      | –     |        |
| 2016      | 12.   |        |
| 2017      | 9.    |        |
| 2018      | 10.   |        |
| 2019      | –     |        |
| 2021      | 6.    |        |
| 2022 (IV) | 10.   |        |
| 2022 (XI) | –     |        |